# Дільниця Київ-Деміївський — Миронівка Південно-Західної залізниці
Дільниця Київ-Деміївський — Миронівка — дільниця Південно-Західної залізниці. Довжина дільниці — 102 км. На дільниці розташовані 8 проміжних роздільних і 14 зупинних пунктів. Проходить територією міста Києва і Київської області.
Дільниця одноколійна, збудована у 1980-х роках (відрізок Кагарлик — Миронівка — на початку XX ст.).

## Транзитні, роздільні та зупинні пункти на дільниці
| Назва                                       | Тип        | Фото | Відкритий | Відстані до ТП, км | Відстані до ТП, км | Код Експрес-3 | Код ЄМР |
| Назва                                       | Тип        | Фото | Відкритий | Київ-Деміївський   | Миронівка          | Код Експрес-3 | Код ЄМР |
| ------------------------------------------- | ---------- | ---- | --------- | ------------------ | ------------------ | ------------- | ------- |
| Київська дирекція залізничних перевезень    |            |      |           |                    |                    |               |         |
| Київ-Деміївський                            | станція    |      | 1902      | 0                  | 102                | 2200004       | 320100  |
| Видубичі-Трипільські                        | зуп. пункт |      | 2003      | 1                  | 101                | 2200360       | 320859  |
| Проспект Науки                              | зуп. пункт |      | 1980-ті   | 4                  | 98                 | 2201044       | 320810  |
| Петро Кривоніс                              | станція    |      | 1980-ті   | 7                  | 95                 | 2200301       | 320806  |
| Лісники                                     | зуп. пункт |      | 1990-ті   | 13                 | 89                 | 2200335       | 320844  |
| Підгірці                                    | станція    |      | 1980-ті   | 17                 | 85                 | 2201043       | 320825  |
| Романків                                    | зуп. пункт |      | 1980-ті   | 21                 | 81                 | 2201042       | 320839  |
| Мар'янівська                                | зуп. пункт |      | 2011      | 25                 | 77                 | 2200429       | 320863  |
| Нові Безрадичі                              | станція    |      | 1980-ті   | 29                 | 73                 | 2201041       | 320905  |
| Таценки                                     | зуп. пункт |      | 2003      | 32                 | 70                 | 2200048       | 344726  |
| Стугна                                      | зуп. пункт |      | 1980-ті   | 37                 | 65                 | 2201040       | 344711  |
| Трипілля-Дніпровське                        | станція    |      | 1973      | 39                 | 63                 | 2200149       | 344707  |
| Щербанівка                                  | зуп. пункт |      | 1990-ті   | 41                 | 61                 | 2201039       | 344764  |
| 45 км                                       | зуп. пункт |      | 2011      | 43                 | 59                 | …             | 344694  |
| Гординь                                     | зуп. пункт |      | 1990-ті   | 49                 | 53                 | 2201038       | 344751  |
| Озерний                                     | станція    |      | 1983      | 53                 | 49                 | 2201037       | 344730  |
| Зірка                                       | зуп. пункт |      | 1990-ті   | 57                 | 45                 | 2200421       | 344779  |
| Лози                                        | зуп. пункт |      | 1990-ті   | 62                 | 40                 | 2200423       | 344783  |
| Расава                                      | станція    |      | 1980-ті   | 63                 | 39                 | 2201036       | 344745  |
| 71 км                                       | зуп. пункт |      | 2000-ні   | 70                 | 32                 | …             | —       |
| Кагарлик                                    | станція    |      | 1973      | 75                 | 27                 | 2200291       | 344603  |
| Галине                                      | станція    |      | 1980-ті   | 84                 | 18                 | 2201035       | 344425  |
| Пустовіти (97 км)                           | зуп. пункт |      | 1980-ті   | 97                 | 5                  | 2200426       | 344410  |
| Козятинська дирекція залізничних перевезень |            |      |           |                    |                    |               |         |
| Миронівка                                   | станція    |      | 1876      | 102                | 0                  | 2200190       | 344406  |